# Йонна (река)
Йо́нна (фр. Yonne, лат. Icaunus) — река во Франции. По реке был назван департамент Йонна.
Река берёт своё начало в горах Морван и течёт в северном направлении по Парижскому бассейну, где она на 293-м километре впадает в Сену. Длина реки составляет 295 км, площадь водосборного бассейна — около 10,9 тыс. км². Питание реки — снегово-дождевое, в холодное время года на реке бывают паводки. Средний расход воды в устье составляет 105 м³/сек, максимальный — 1000—1300 м³/сек.
Река Йонна является судоходной на протяжении 108 км от устья. На реке имеются гидроэлектростанции.